# Военная история Азербайджанской Демократической Республики
Военная история Азербайджанской Демократической Республики — статья, посвященная военной истории, армии и флоту Азербайджанской Демократической Республики.

## История

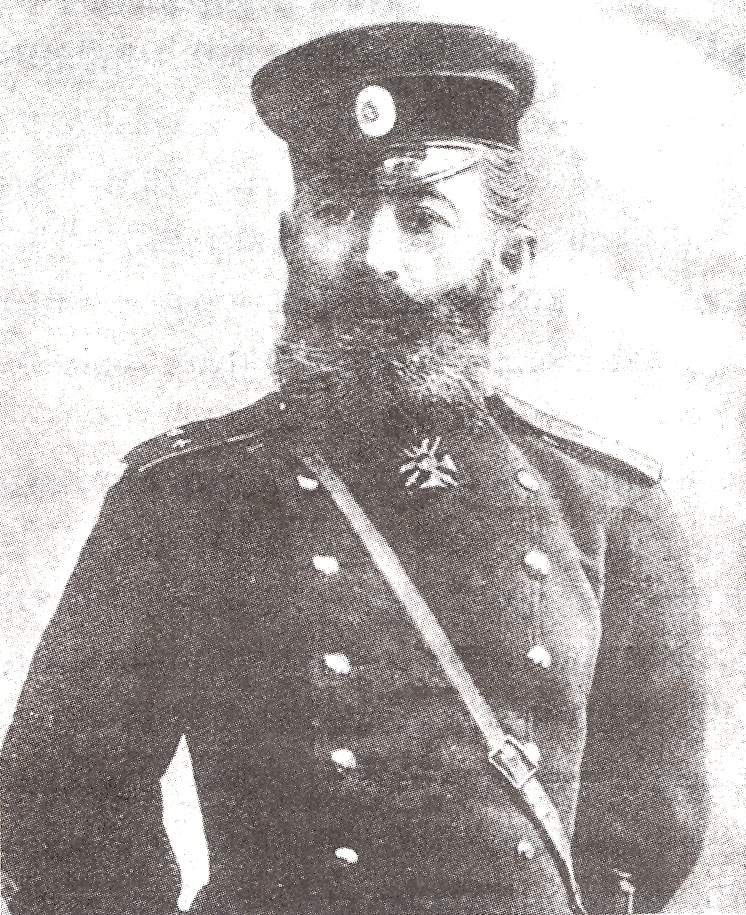
генерал, член Независимой фракции Парламента Азербайджанской Демократической Республики, министр обороны Азербайджанской Демократической Республики Самед-бек Мехмандаров.

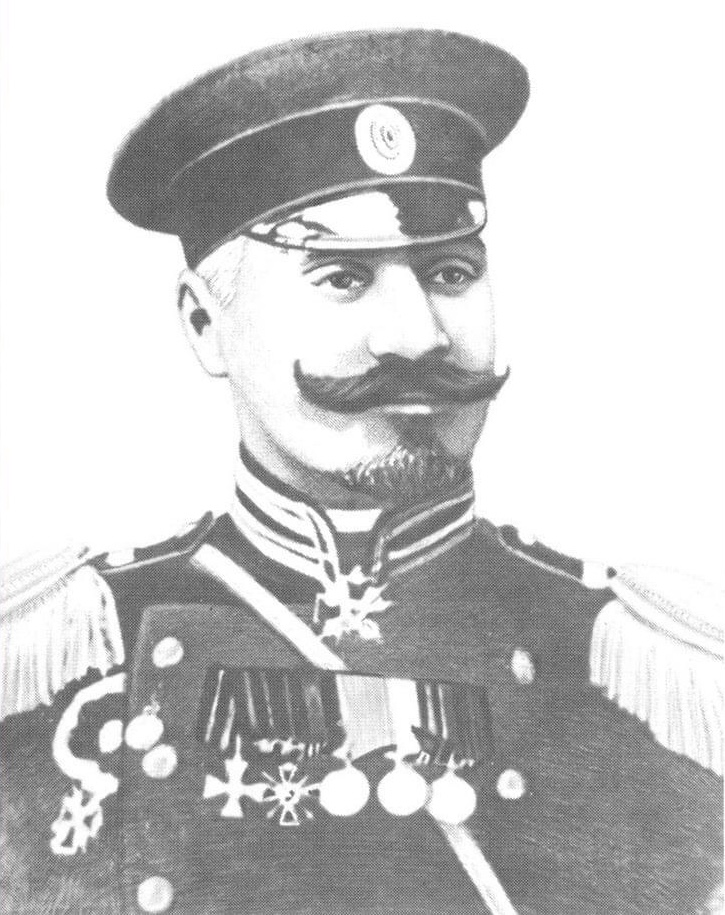
Алиага Шихлинский, по прозвищу «Бог артиллерии», имеющий неоспоримые заслуги и победы в развитии артиллерии, генерал-лейтенант, заместитель министра обороны Азербайджанской Демократической Республики.

Сразу после провозглашения Азербайджанской Демократической Республики первая военно-дипломатическая деятельность началась с подписания соглашения о сотрудничестве между Азербайджаном и Османской Турцией и установления исторического военного сотрудничества между Азербайджаном и Турцией на основе этого соглашения. Ограниченные военные силы Османской империи прибыли в Азербайджан для предотвращения большевистско-дашнакской агрессии, представляющей реальную угрозу независимости Азербайджана и существованию азербайджанского народа в целом. Была создана Кавказская исламская армия, на базе вооруженных сил Османской империи и национальных вооруженных сил Азербайджана. Военное сотрудничество между обеими странами позволило в 1918 году очистить Баку от иностранных войск и сделать этот город столицей Азербайджанской Демократической Республики.

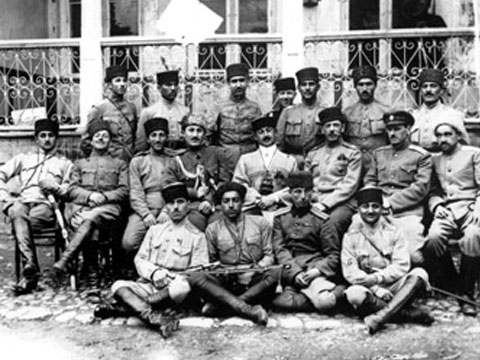
Бойцы Азербайджанской Демократической Республики

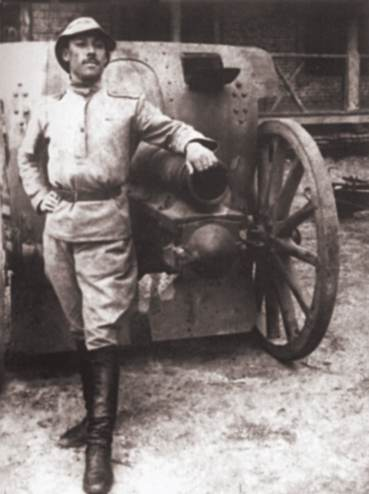
Артиллерит АДР в 1919 году.

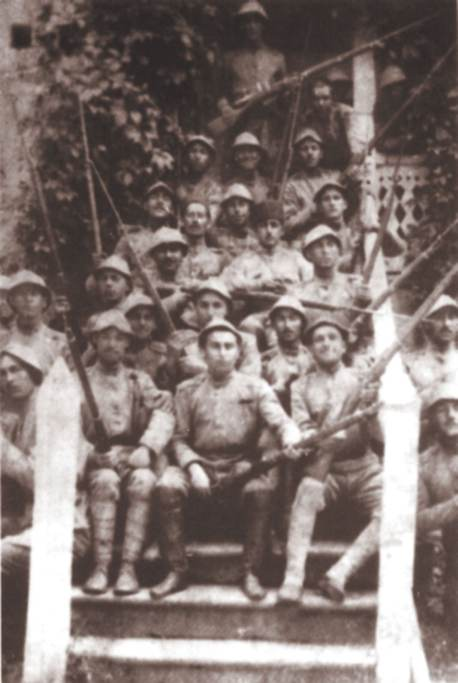
Солдаты АДР (1918 г.)

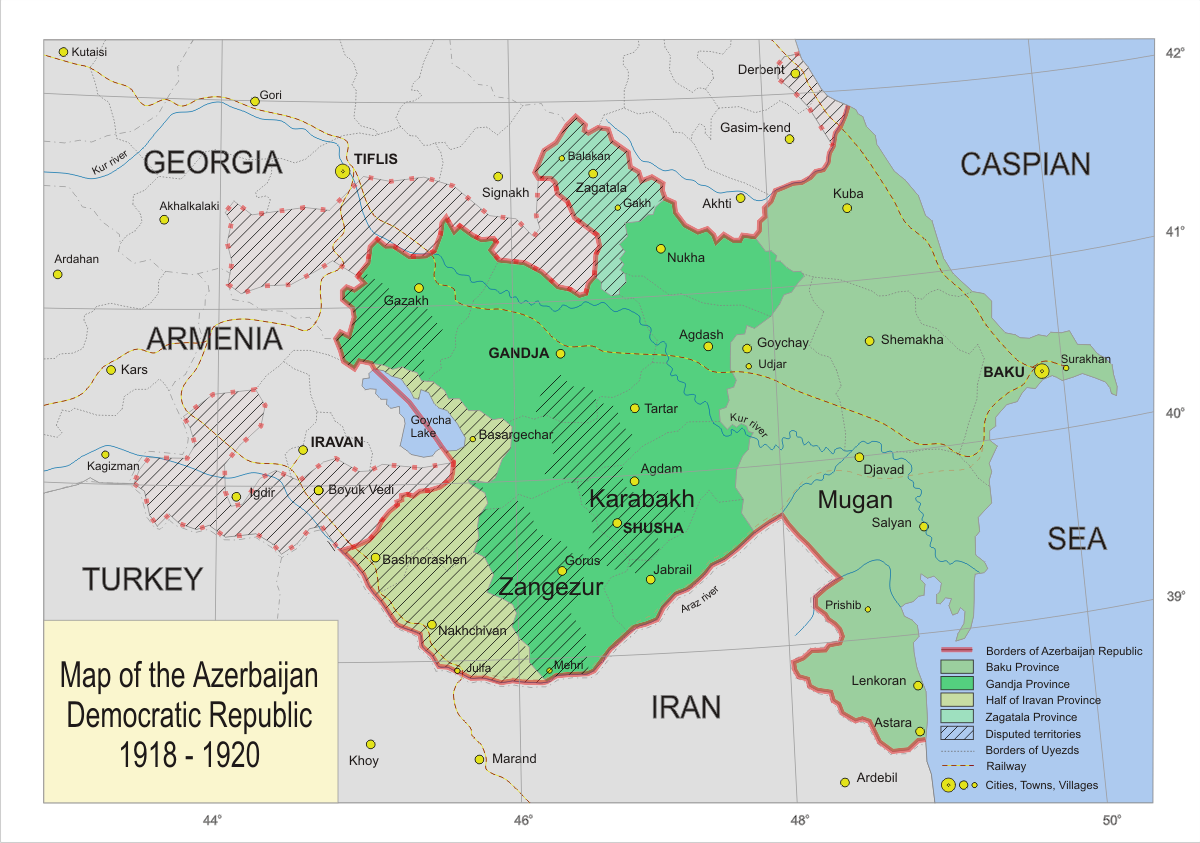
Карта Азербайджанской Демократической Республики (1918—1920 гг.)

После того, как османские вооруженные силы были вынуждены покинуть Азербайджан по условиям Мудросского мирного договора, по решению правительства АДР было восстановлено Министерство обороны республики. Организация Военного министерства была поручена Самед бею Мехмандарову, дослужившемуся в Российской армии до звания генерала артиллерии. Помимо мобилизации внутренних возможностей страны, правительство и Минобороны АДР значительно усилили направленность на проведение активной внешней политики. Прежде всего, согласно условиям Мудросского мирного соглашения, была предпринята попытка установить взаимоотношения с командованием британских военных сил, направленных в Баку от имени союзных государств для контроля над Азербайджаном. По требованию Британского военного командования Министерство обороны было переведено из Баку в Гянджу и должно было действовать там. В то же время, согласно этому требованию, все национальные вооруженные силы были выведены из Баку. Позднее, в результате активной политики руководства Министерства обороны, 5 апреля 1919 года ограниченному числу военных сил Азербайджана было разрешено вернуться в Баку.
Кроме того, под контроль британских войск перешли несколько военных кораблей, доставшихся Азербайджану от царской России. С британским военным командованием велись активные консультации по вопросу возвращения этих кораблей. Об этом свидетельствует переписка правительства Азербайджана с британским командованием. Но, несмотря на все усилия, британское командование передало основную часть принадлежащих Каспийскому флоту боевых кораблей не Азербайджану, а армии Деникина. Впоследствии эти корабли удалось вернуть. Предотвращение угрозы нападения армии Деникина было одним из основных направлений военной дипломатии Азербайджанской Демократической Республики. Угроза армии Деникина была направлена не только против Азербайджана, но и против всего Южного Кавказа. В целях предотвращения этой угрозы между Азербайджаном и Грузией были установлены эффективные военно-дипломатические отношения. В сложившихся условиях установление взаимных военных связей с Грузией имело стратегическое значение для обоих государств. Это военное сотрудничество нашло свое правовое отражение в военном договоре, подписанном между двумя республиками 16 июня 1919 года. Основная суть подписанного в Тбилиси соглашения, состоявшего из десяти пунктов сроком на три года заключалась в том, что в случае иностранного вмешательства в любую из республик другая республика окажет ей возможную военную помощь. 20 января 1920 года был создан совместный Военный совет Азербайджана и Грузии. Со стороны Азербайджана в состав совета были назначены помощник военного министра генерал-лейтенант Алиага Шихлинский и начальник Генерального штаба генерал-лейтенант Матвей Сулкевич, со стороны Грузии — генерал Одишелидзе и генерал Кутателидзе.
Учитывая значение для двусторонних военных связей, министром обороны Самед-беком Мехмандаровым 27 мая 1919 года приказом № 271 Аскер Аскеров-Кенгерлинский был назначен на должность военного атташе в дипломатической миссии в Грузии.
Создание военного атташе в Грузии стало новой страницей в истории военной дипломатии Азербайджана. В результате эффективной деятельности этого атташе удалось закупить в Грузии большое количество вооружения и военной техники, необходимых для снабжения азербайджанской армии, а также обучить большое количество азербайджанских офицеров по определенным военным специальностям. По взаимному соглашению грузинские офицеры получили возможность служить в рядах азербайджанской армии, не участвуя в боевых действиях. Следует отметить, что в рядах азербайджанской армии служило большое количество грузинских офицеров.
Согласно подписанному с Грузией соглашению, был определен конкретный план военной помощи Азербайджана другой стороне в случае необходимости, а также военные силы и ресурсы для его реализации. Из архивных документов видно, что согласно этому соглашению военное министерство в январе 1920 года подготовило секретный доклад о войсках, подлежащих отправке в случае военной интервенции в Грузию. Согласно этому отчету, воинские части, которые будут отправлены Азербайджаном на территорию Грузии и переданы под военное командование этой страны, обозначались следующим образом:
1-й Джаванширский полк 1-й стрелковой дивизии — из Ханкенди, 2-й Загатальский полк — из Загаталы, 3-й Гянджинский полк — из Гянджи
1-я и 4-я батареи 1-й артиллерийской бригады — из Ханкенди, 2-я и 3-я батареи — из Гянджи, штаб дивизии из Гянджи.
Из кавалерийской дивизии: 1-й Карабахский полк — из Ханкенди, 3-й Шекинский полк — из Гянджи, Конно-горная батарея — из Гянджи.
2-й Загатальский полк должен был выйти на станцию Чнорис-Чкали, преодолев поселения Катехи-Бостан или Балакен-Лагодехи. В отчете указывается перевоз других воинских частей по железной дороге Гянджа-Тбилиси.
Согласно сообщению, грузинская сторона также обязывалась направить воинские части в случае военного вмешательства в Азербайджан.
Одним из важных событий того времени был визит делегации Минобороны в Европу с целью получения военных поставок. 20 октября 1919 года согласно приказу военного министра представители военного министерства посетили столицу Италии, с целью установления двусторонних связей и закупки военного снаряжения.
По условиям контракта указанное имущество должно было быть доставлено к 20 декабря 1919 года, но в Баку оно было доставлено в апреле 1920 года. После оккупации Баку 11-й Красной Армией, все привезенные из Италии запасы обмундирования были присвояны офицерами и солдатами 11-й Красной Армии.

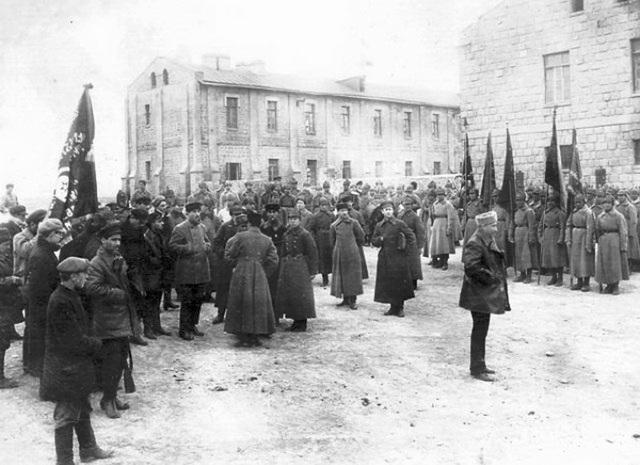
1920 год Красная Армия, Баку.

## Министерство Обороны
28 октября 1918 года на заседании правительства Азербайджанской Демократической Республики было принято решение о создании Министерства обороны. В первый период министерство возглавил Фатали хан Хойский.
10 января 1919 года в Министерстве обороны был создан Временный военный совет. До утверждения положения и постоянного состава Военного совета Временный военный совет должен был заниматься обсуждением важных вопросов в области военного законодательства и военного управления и принятием соответствующих решений. В его состав входили начальники пехотных и кавалерийских дивизий, начальник Генерального штаба, начальники артиллерийского, технического и фортификационного отделов, генерал-квартирмейстер и дежурный генерал. Заседания Военного совета должны были проходить под председательством министра обороны или его заместителя. Руководители других ведомств и служб министерства могли быть приглашены на заседания временного Военного совета при обсуждении вопросов, связанных с их службами. Армия АДР постоянно развивалась.
В целом в короткий срок удалось создать боеспособную и подготовленную армию, с помощью которой удалось предотвратить массированную военную агрессию Армении, начавшуюся вокруг Карабаха в 1920 г.